# Cantone di Saint-Lô-2
Il Cantone di Saint-Lô-2 è una divisione amministrativa dell'Arrondissement di Saint-Lô.
È stato costituito a seguito della riforma approvata con decreto del 25 febbraio 2014, che ha avuto attuazione dopo le elezioni dipartimentali del 2015.

## Composizione
Comprende parte della città di Saint-Lô e i 16 comuni di:
- La Barre-de-Semilly
- Baudre
- Canisy
- Carantilly
- Dangy
- Gourfaleur
- La Luzerne
- La Mancellière-sur-Vire
- Le Mesnil-Herman
- Quibou
- Saint-Ébremond-de-Bonfossé
- Saint-Martin-de-Bonfossé
- Saint-Romphaire
- Saint-Samson-de-Bonfossé
- Sainte-Suzanne-sur-Vire
- Soulles